# Cornelia Ullrich
Cornelia Ullrich, nata Feuerbach (Halberstadt, 26 aprile 1963), è un'ex ostacolista tedesca orientale.

## Biografia
Tesserata per la società tedesca SC Magdeburg, nel 1981 conquista la medaglia d'oro ai campionati europei juniores di atletica leggera di Utrecht nella staffetta 4×400 metri.
Dopo cinque anni partecipa ai campionati europei assoluti di Stoccarda 1986, dove ottiene la medaglia di bronzo nei 400 metri ostacoli. L'anno successivo prende parte ai campionati mondiali di Roma 1987, concludendo la gara dei 400 metri ostacoli con il tempo di 54"31 che le vale la medaglia di bronzo; corre anche le batterie della staffetta 4×400 metri con le connazionali Kirsten Emmelmann, Dagmar Neubauer, e Petra Muller riuscendo a qualificarsi per la finale, dove però viene sostituita da Sabine Busch: la squadra della Germania Est riesce a conquistare la medaglia d'oro e il titolo di campionesse del mondo, onori che vengono assegnati anche a Cornelia Ullrich.

## Progressione

### 60 metri ostacoli
| Stagione  | Tempo | Luogo       | Data      | Rank. Mond. |
| --------- | ----- | ----------- | --------- | ----------- |
| 1983-1984 | 7"98  | Berlino     | 15-1-1984 |             |
| 1982-1983 | 8"13  | Senftenberg | 19-2-1983 |             |

### 400 metri ostacoli
| Stagione | Tempo | Luogo     | Data      | Rank. Mond. |
| -------- | ----- | --------- | --------- | ----------- |
| 1989     | 55"57 | Berlino   | 5-7-1989  |             |
| 1988     | 54"81 | Jena      | 3-6-1988  |             |
| 1987     | 53"58 | Potsdam   | 21-8-1987 |             |
| 1986     | 54"13 | Stoccarda | 30-8-1986 |             |

## Palmarès
| Anno | Manifestazione   | Sede      | Evento            | Risultato | Prestazione | Note  |
| ---- | ---------------- | --------- | ----------------- | --------- | ----------- | ----- |
| 1981 | Europei juniores | Utrecht   | Staffetta 4×400 m | Oro       | 3'30"39     |       |
| 1986 | Europei          | Stoccarda | 400 m ostacoli    | Bronzo    | 54"13       |       |
| 1987 | Mondiali         | Roma      | 400 m ostacoli    | Bronzo    | 54"31       |       |
| 1987 | Mondiali         | Roma      | Staffetta 4×400 m | Oro       | 3'18"63     | [ 1 ] |

## Altre competizioni internazionali
1987
- 5ª al Memorial Van Damme ( Bruxelles), 400 m ostacoli - 56"86